# Ilex centrochinensis
Ilex centrochinensis är en järneksväxtart som beskrevs av Shiu Ying Hu. Ilex centrochinensis ingår i släktet järnekar, och familjen järneksväxter. Inga underarter finns listade i Catalogue of Life.